# مرض تشاندلر
مرض تشاندلر هو حالة نادرة يكون فيها نخر العظم التلقائي لرأس الفخذ عند البالغين المشابه لمتلازمة ليغ-كالفيه-بيرثيز عند الأطفال. يحدث هذا المرض عند انخفاض تدفق الدم إلى جزء العظم القريب من المفصل.  